# 프링가

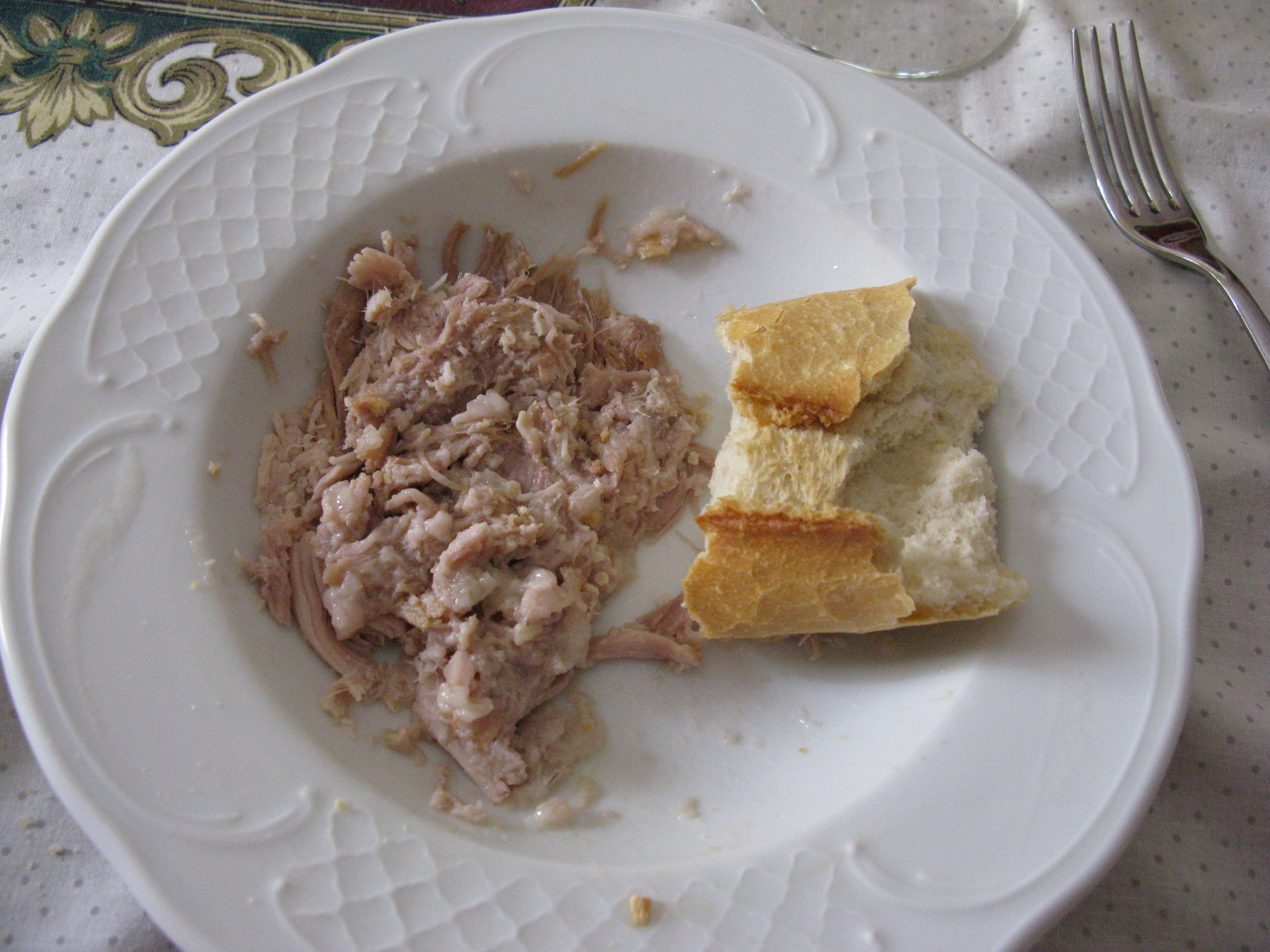
전통적인 요리인 안달루시아 푸체로의 프링가.

프링가(스페인어: pringá)는 안달루시아 시골에서 대중적인 스페인 요리이다. 쇠고기나 돼지고기 찜, 초리소와 모르시야 같은 보존한 소시지, 소 기름이나 돼지고기 기름을 재료로 하여 고기가 쉽게 떨어지도록 오랜 시간 동안 천천히 조리한다. 작은 고기, 소시지, 지방을 꺼낼 때에는 딱딱한 껍질이 있는 빵이 사용된다. 가족들이 모이는 저녁상에서 먹는 사회적인 요리이다.

## 같이 보기
- 콤팡고
- 로파 비에하
- 안달루시아 요리
- 소시지 요리 목록